# Laggies
Laggies (en Reino Unido titulado como Say When) es una película estadounidense de 2014, pertenece al género de comedia romántica. Dirigida por Lynn Shelton y escrita por Andrea Seigel. La película está protagonizada Chloë Grace Moretz, Keira Knightley, Sam Rockwell, Ellie Kemper, Mark Webber, y Kaitlyn Dever. La película tuvo su estreno mundial en el 2014 Festival de Cine de Sundance el 17 de enero de 2014. Posteriormente, se estrenó en cines el 24 de octubre de 2014.

## Sinopsis
Cuando Megan tiene 28 años de edad, después de 11 años de haber finalizado la preparatoria, se da cuenta de que muy poco ha cambiado en su vida. Aún vive con su novio del instituto Anthony, y funciona como un flipper para empresa de contabilidad de su padre. Cuando su novio le propone matrimonio, Megan entra en pánico y se cruza con Annika, una chica de 16 años de edad, quien la convence para que vaya a comprar alcohol para ella y sus amigos. Megan se une a ellos el resto de la noche. Después, se da cuenta de que tiene que tomarse una semana de descanso en su vida y le miente a su novio, diciéndole que se va a un seminario de negocios. Pero, en su lugar, se va a la casa de Annika y pasa tiempo allí, con ella y con Craig, el atractivo y soltero padre de Annika.

## Reparto
- Keira Knightley como Megan.
- Larissa Schmitz como Megan (joven).
- Chloë Grace Moretz como Annika.
- Sam Rockwell como Craig.
- Ellie Kemper como Allison.
- Sarah Lynn Wright como Allison (joven).
- Mark Webber como Anthony.
- Phillip Abraham como Anthony (joven).
- Kaitlyn Dever como Misty.
- Tiya Sircar como Zareena.
- Gretchen Mol como Bethany.
- Jeff Garlin
- Sara Coates como Savannah.
- Rocki DuCharme como Savannah (joven).
- Louis Hobson como Theo
- Kirsten deLohr Helland como Danielle.
- Maura Lindsay como Danielle (joven).

## Producción

### Preproducción
Antes de que Knightley se uniera a la película, Anne Hathaway se había unido a protagonizar con Moretz, pero Hathaway salió de la película debido a los conflictos de sincronización con Interstellar. Se anunció en diciembre de 2013, que Laggies formaría parte del 2014 Festival de Cine de Sundance.

### Rodaje
La filmación comenzó en la primera semana de junio de 2013 en Seattle. El rodaje total en el comienzo de julio.

## Comercialización
El 16 de julio de 2014, se lanzaron el primer avance y el cartel oficial de la película. El segundo tráiler fue lanzado el 24 de septiembre.

## Recepción
Laggies recibió críticas generalmente positivas. Basado en 13 críticas de Rotten Tomatoes, la película mantiene una calificación de 62%, con una calificación promedio de 6 sobre 10. Por otro lado, en Metacritic, la película tiene actualmente una calificación de 67 sobre 100, basado en 6 críticos, lo que indica "críticas generalmente favorables".